# Brandenberger Alpen
Die Brandenberger Alpen sind eine Gebirgsgruppe der Nördlichen Kalkalpen in den Ostalpen. Sie befinden sich in Österreich im Bundesland Tirol zwischen Achensee, Inntal und den Bayerischen Voralpen. Die höchste Erhebung der Brandenberger Alpen ist die Hochiss (2299 m ü. A.) im Rofan-Hauptkamm.
Der westliche Teil (Westliche Brandenberger Alpen), das Gebiet zwischen Brandenberger Ache und Achensee, wird als Rofangebirge (kurz Rofan beziehungsweise auch Sonnwendgebirge) bezeichnet. Er besteht aus einer zentralen Berggruppe und drei eher einzeln stehenden Bergen. Eine Sonderstellung außerhalb der zentralen Gruppe nimmt der Guffert (2194 m ü. A.) ein, der einen eigenständigen Gebirgsstock bildet. Er liegt nördlich von Steinberg am Rofan zwischen den Tegernseer Blaubergen und dem zentralen Rofan. Die Unnütze am Nordende des Achensees östlich von Achenkirch und das Ebner Joch östlich von Maurach am Südende des Achensees befinden sich ebenfalls außerhalb der zentralen Gebirgsgruppe. Der östliche Teil (Östliche Brandenberger Alpen) erstreckt sich als Pendlingzug von Steinberg/Brandenberg bis Kiefersfelden.

## Benachbarte Gebirgsgruppen
Die Brandenberger Alpen grenzen an die folgenden anderen Gebirgsgruppen der Alpen:
- Bayerische Voralpen (im Norden)
- Kaisergebirge (im Osten)
- Kitzbüheler Alpen (im Süden)
- Tuxer Alpen (im Südwesten)
- Karwendel (im Westen)

## Westliche Brandenberger Alpen – Gipfel der zentralen Gruppe

### Rofan-Hauptkamm von West nach Ost

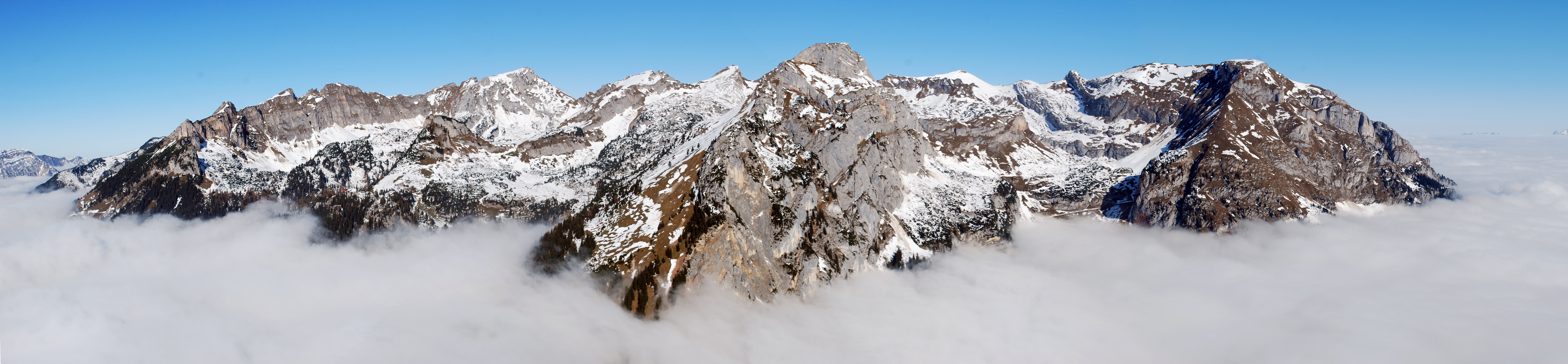
Hauptgruppe des Rofan von Südwesten (Ebner Joch) gesehen. Von links nach rechts: Dalfazer Wände; Streichkopf, Hochiss, Spieljoch, Seekarlspitze, Haidachstellwand, Rofanspitze, Sagzahn, Vorderes Sonnwendjoch

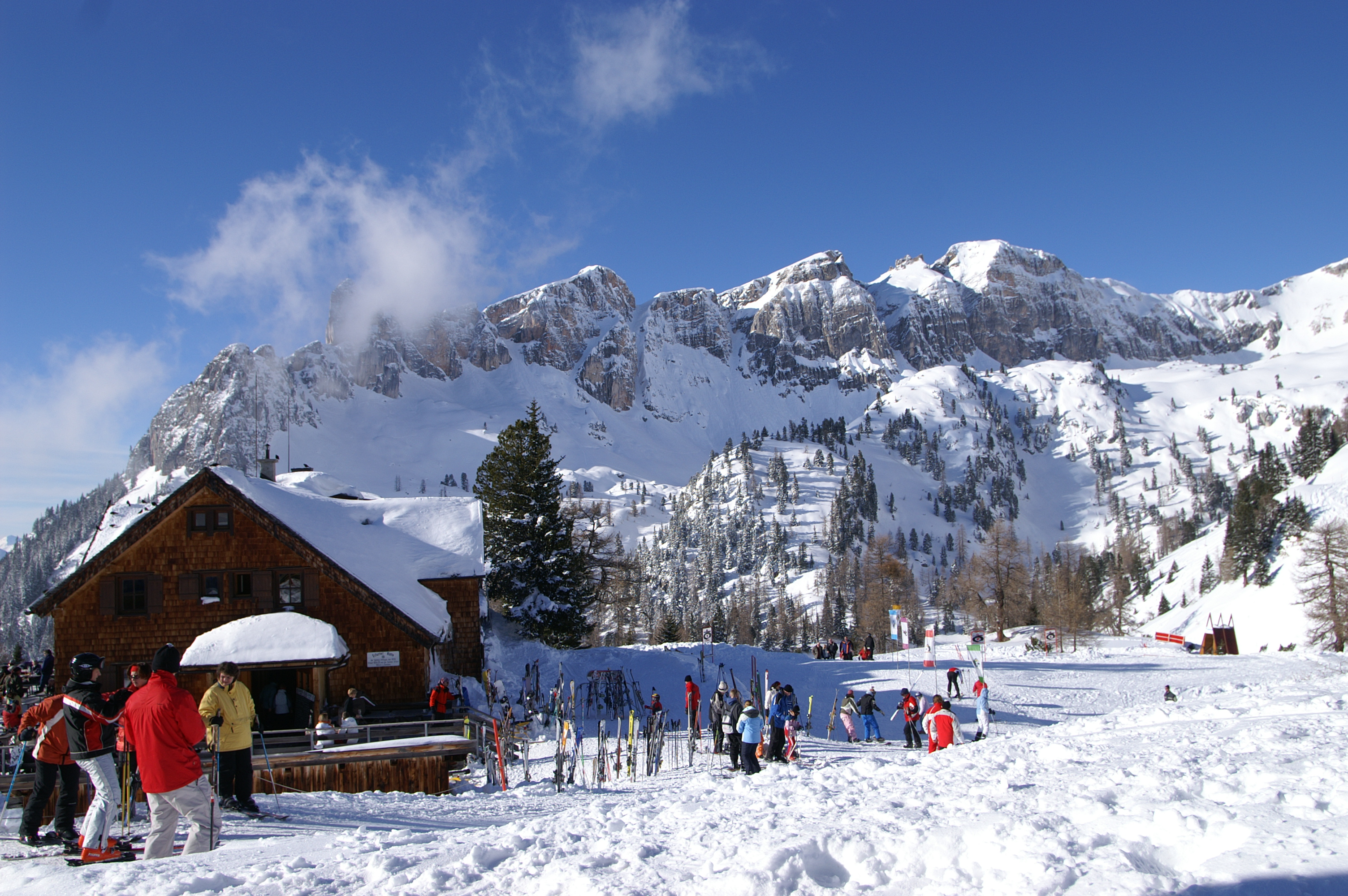
Dalfazer Wände im Rofangebirge

- Klobenjoch (2041 m ü. A.)
- Kotalmjoch (2122 m ü. A.)
- Stuhljöchl (2157 m ü. A.)
- Stuhlböcklkopf (2169 m ü. A.)
- Streichkopf (2243 m ü. A.)
- Hochiss (2299 m ü. A.)
- Spieljoch (2236 m)
- Seekarlspitze (2261 m ü. A.)
- Roßkopf (Nordgipfel 2257 m ü. A.)
- Rofanspitze (2259 m ü. A.)

### Dalfazer Wände von Nord nach Süd
- Dalfazer Joch (2233 m ü. A.)
- Dalfazer Köpfln (2208 m ü. A.)
- Dalfazer Wand (2210 m ü. A.)
- Dalfazer Roßkopf (2143 m ü. A.)
- Rotspitze (2067 m ü. A.)

### Kamm südlich der Rofanspitze
- Sagzahn (2228 m ü. A.)
- Vorderes Sonnwendjoch (2224 m ü. A.)
- Haidachstellwand (2192 m ü. A.)

## Östliche Brandenberger Alpen

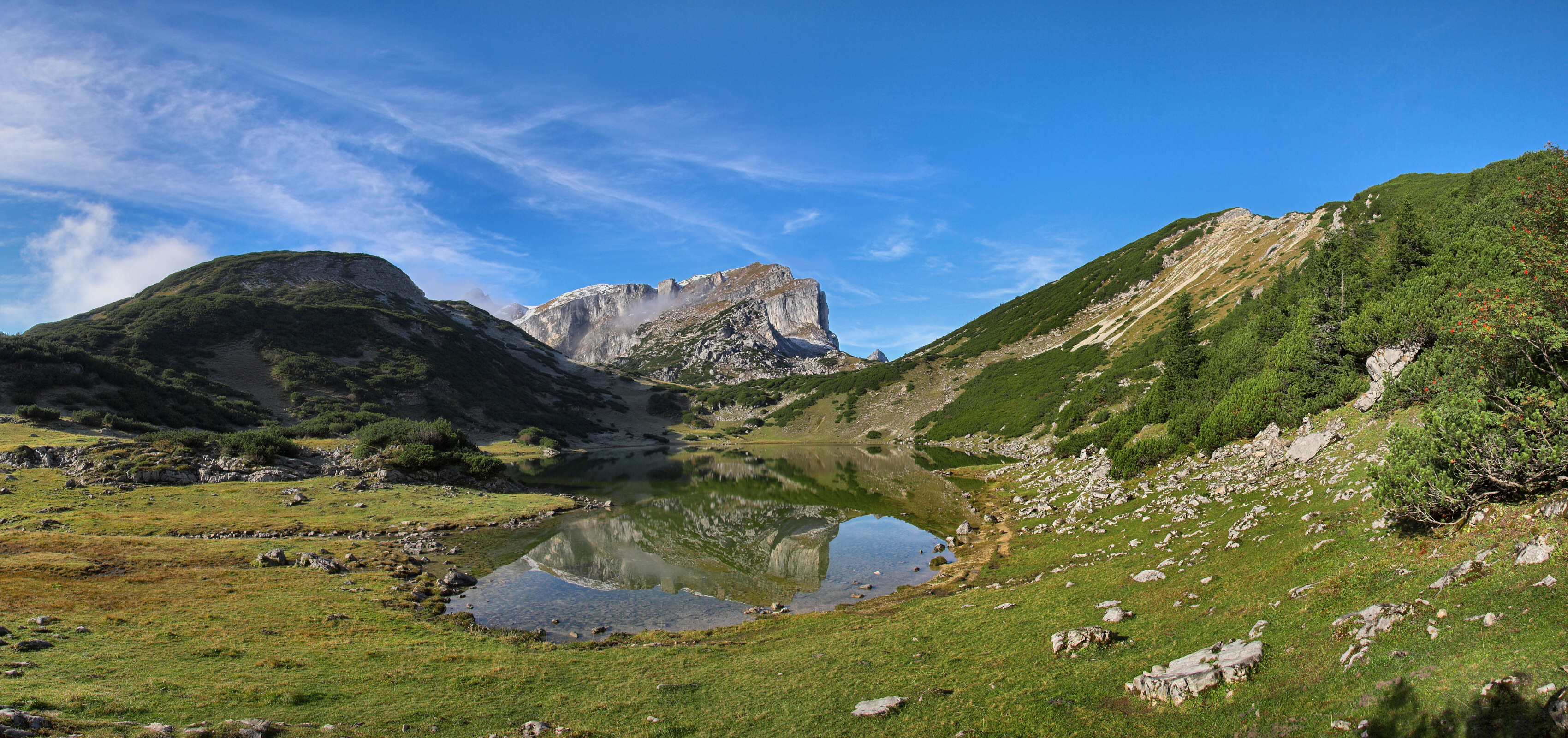
Zireiner See, Latschberg mit Latschen vor der Ostwand der Rofanspitze

Gipfel von Nordost nach Südwest
- Pendling (1563 m ü. A.)
- Köglhörndl (1645 m ü. A.)
- Hundsalmjoch (1637 m ü. A.)
- Kienberg (1786 m ü. A.)
- Voldöppberg (1509 m ü. A.)

## Gewässer
- Brandenberger Ache
- Zireiner See